# Krai de Transbaikalia
El krai de Transbaikalia (en ruso: Забайкальский край) es uno de los nueve krais que, junto con los cuarenta y siete óblast, veintiuna repúblicas, cuatro distritos autónomos y tres ciudades federales, conforman los ochenta y tres sujetos federales de Rusia. Su capital es Chitá. Está ubicado en el Distrito federal del Extremo Oriente, limitando al norte con Sajá y Amur, al este con China, al sur con Mongolia, al oeste con Buriatia y al noroeste con Irkutsk. 
Creado el 1 de marzo del 2008 como resultado de la fusión del óblast de Chitá y del Distrito Autónomo de Aguín Buriatia. El primer gobernador del nuevo krai fue Ravil Farítovich Geniatullin. La capital es la ciudad de Chitá.

## Geografía
El krai (territorio) está localizado en la región histórica homónima de Transbaikalia.

## Fronteras
El krai posee una extensa línea fronteriza con China y Mongolia, y dentro de Rusia con los óblast de Irkutsk y Amur, además de límites con las repúblicas de Buriatia y Sajá.